# Leucadendron stellare
Leucadendron stellare là một loài thực vật có hoa trong họ Quắn hoa. Loài này được Sweet miêu tả khoa học đầu tiên năm 1827.